# Rita Rocha
Rita Rocha é uma cantora jovem portuguesa com 18 anos, nascida e crescida no Porto, mais precisamente na Maia e vive com os seus pais.

## Carreira
Começou a cantar na Casa da música onde se integrou no grupo “pequenos cantores” mas apresentou-se pela primeira vez a um grande público no programa nacional de domingo à noite "The Voice Kids Portugal" onde conseguiu chegar às finais do programa com a sua mentora Carolina Deslandes.
Nesse mesmo ano, em dezembro, lança o seu primeiro single “mais ou menos isto” composta juntamente com Carolina Deslandes e Bárbara Tinoco.
No ano seguinte, 2022, atuou no palco principal do MEO Marés Vivas e no Festival F onde deu a conhecer algumas das suas músicas.
Em 2023, esta artista editou o EP “A Miúda do 319” onde se pode ouvir também: outros planos, decide-te, judo, o meu lugar e mais ou menos isto. 
Deu também a voz a um tema para a banda sonora da série portuguesa “Rabo de Peixe” com o nome “into the void”  e foi selecionada para o Festival da Canção 2024 que foi uma das seis escolhidas entre 806 candidaturas.
Rita Rocha tem como tema principal das suas canções o amor e é uma artista comercial muitas vezes tocada nas rádios portuguesas.